# Ablabesmyia notabilis
Ablabesmyia notabilis är en tvåvingeart som först beskrevs av Frederick Askew Skuse 1889.  Ablabesmyia notabilis ingår i släktet Ablabesmyia och familjen fjädermyggor. Inga underarter finns listade i Catalogue of Life.